# Gföhl
Gföhl è un comune austriaco di 3 715 abitanti nel distretto di Krems-Land, in Bassa Austria; ha lo status di città (Stadtgemeinde).